# سیارک ۱۹۰۰۴
سیارک ۱۹۰۰۴ (به انگلیسی: 19004 Chirayath، نامگذاری:2000RU62) نوزده هزار و چهارمین سیارک کشف شده‌است که در ۲ سپتامبر ۲۰۰۰ کشف شد.
قدر مطلق سیارک برابر ۸.۹ است.